# Pyramica emiliae
Pyramica emiliae är en myrart som först beskrevs av Auguste-Henri Forel 1907.  Pyramica emiliae ingår i släktet Pyramica och familjen myror. Inga underarter finns listade i Catalogue of Life.